# Lem (Ringkøbing-Skjern)
Lem is een plaats in de Deense regio Midden-Jutland, gemeente Ringkøbing-Skjern. Het maakt deel uit van de parochie Sønder Lem.
De plaats ligt halverwege Ringkøbing en Skjern aan de weg 28, de hoofdroute van Fredericia naar Lemvig. Het dorp heeft een station aan de spoorlijn Esbjerg - Struer.